# ریز احمد
رض احمد (به انگلیسی: Riz Ahmed) با نام اصلی رضوان احمد؛ (زادهٔ ۱ دسامبر ۱۹۸۲ در لندن) بازیگر و خوانندهٔ رپ اهل بریتانیا با اصالت پاکستانی است. وی یکی از نزدیکان سر شاه محمد سلیمان، نخستین قاضی هند است که توسط دولت بریتانیا در اوتارپ رادش منصوب شد. احمد از نوادگان ملا محمود یاون پور (درگذشته ۱۶۵۲) است که از مهم‌ترین فیلسوفان و دانشمندان در امپراتوری مغولان هند بود.
همسر احمد، فاطمه فرحین میرزا، نویسندهٔ کتاب A Place for Us «جایی برای ما» است.
از فیلم‌هایی که ریز احمد در آنها به ایفای نقش پرداخته‌است، می‌توان به بنیادگرای بی میل (۲۰۱۲)، شبگرد (۲۰۱۴)، جیسون بورن (۲۰۱۶)، ونوم (۲۰۱۷)، برادران سیسترز (۲۰۱۸)، صدای متال (۲۰۱۹) اشاره کرد. همچنین او در نود و چهارمین دوره جوایز اسکار برای فیلم کوتاه خداحافظی طولانی برنده اسکار بهترین فیلم کوتاه شد.

## تبعیض علیه تصویر مسلمانان
در ژوئن ۲۰۲۱ ریز احمد، کارزاری برای تغییر چهره منفی مسلمانان در فیلم‌های سینمایی به راه انداخت. او گفت مشکل نادیده گرفتن مسلمانان و بدجلوه دادن آن‌ها در سینما را نمی‌توان نادیده گرفت. این کارزار پس از آن آغاز شد که یک پژوهش نشان داد هنرپیشه‌های مسلمان به ندرت در سینما ظاهر می‌شوند و اگر هم نقشی به آن‌ها داده شود، نقش حاشیه‌ای و منفی است.

## فیلم‌شناسی

### فیلم
| سال  | عنوان               | نقش                 | یادداشت                                              |
| ---- | ------------------- | ------------------- | ---------------------------------------------------- |
| ۲۰۰۶ | جاده گوانتانامو     | شفیق                |                                                      |
| ۲۰۰۸ | حیله‌گر              | حیله‌گر              |                                                      |
| ۲۰۰۸ | بغداد اکسپرس        | طلال                | فیلم کوتاه                                           |
| ۲۰۰۹ | خشم                 | ویجی                |                                                      |
| ۲۰۱۰ | چهار شیر            | عمر                 |                                                      |
| ۲۰۱۰ | سنچوریون            | تاراک               |                                                      |
| ۲۰۱۱ | طلای سیاه           | علی                 |                                                      |
| ۲۰۱۱ | تریشنا              | جی                  |                                                      |
| ۲۰۱۲ | منورها              | هارون               |                                                      |
| ۲۰۱۲ | بنیادگرای بی میل    | چنگیز خان           |                                                      |
| ۲۰۱۳ | مدار بسته           | نظرول شارما         |                                                      |
| ۲۰۱۳ | خارج از تاریکی      | مذکر                | فیلم کوتاه                                           |
| ۲۰۱۴ | شبگرد               | ریک                 |                                                      |
| ۲۰۱۶ | جیسون بورن          | آرون کلور           |                                                      |
| ۲۰۱۶ | اونا                | اسکات               |                                                      |
| ۲۰۱۶ | شهر روشنایی‌های کوچک | تامی اختر           |                                                      |
| ۲۰۱۶ | روگ وان             | بدی روک             |                                                      |
| ۲۰۱۸ | برادران سیسترز      | هرمان کرمیت گرم     |                                                      |
| ۲۰۱۸ | ونوم                | کارلتون دریک / ریوت |                                                      |
| ۲۰۱۹ | صدای متال           | روبین استون         | نامزد بهترین بازیگر مرد نود و سومین دوره جوایز اسکار |
| ۲۰۱۹ | فرزند آب‌وهوا        | تاکای (صدا)         | دوبلهٔ انگلیسی                                        |
| TBA  | طرح فنیقی           |                     |                                                      |

### تلویزیون
| سال  | عنوان           | نقش        | یادداشت                        |
| ---- | --------------- | ---------- | ------------------------------ |
| ۲۰۰۶ | مسیر ۱۱ سپتامبر | یوسری      | ۲ قسمت                         |
| ۲۰۰۶ | راه بری         | امیر       | فیلم تلویزیونی                 |
| ۲۰۰۷ | بریتز           | سهیل وحید  | ۲ قسمت                         |
| ۲۰۰۸ | سیمی            | منش کونزرو | ۳ قسمت                         |
| ۲۰۰۸ | مجموعه مرده     | رک         | ۵ قسمت                         |
| ۲۰۰۹ | سقوط آزاد       | گری        | فیلم تلویزیونی                 |
| ۲۰۱۱ | محو             | نیل        | قسمت: "قسمت ۱" - خلبان بی نظیر |
| ۲۰۱۶ | آن شب           | نصیر خان   | مینی بارها ۸ قسمت              |
| ۲۰۱۶ | او ای           | الیاس رحیم | ۴ قسمت                         |
| ۲۰۱۷ | دختران          | پل لوئیس   | ۲ قسمت                         |